# Nika Dzalamidze
Nika Dzalamidze (ნიკა ძალამიძე en géorgien), né le 6 janvier 1992 à Tbilissi, est un footballeur international géorgien. Il occupe actuellement le poste de milieu de terrain offensif au FC Roustavi.

## Biographie

### L'arrivée en Pologne
Le 13 février 2011, Nika Dzalamidze rejoint la Pologne et le Widzew Łódź, en prêt pour un an (avec option d'achat). Il fait ses débuts en Ekstraklasa le 27 février contre le Lech Poznań. Lors de la journée suivante, face au Korona Kielce, le jeune Géorgien marque son premier but en championnat et délivre ses deux premières passes décisives. En un peu moins d'un an, Dzalamidze ne manque quasiment aucun match avec le Widzew, qui ne paye cependant pas sa clause de départ, jugée trop importante.
En décembre 2011, c'est un autre club polonais, le Jagiellonia Białystok, qui acquiert le joueur, cette fois-ci définitivement, et lui fait signer un contrat de quatre ans. À Białystok également, Dzalamidze gagne une place de titulaire et se fait remarquer par le sélectionneur géorgien, qui lui fait découvrir le niveau international le 24 mai 2012, en match amical contre la Turquie. Cette même année, il est désigné « meilleur jeune joueur géorgien ».

## Statistiques
| Saison                | Club                  | Championnat           | Championnat | Championnat | Coupe(s) nationale(s) | Coupe(s) nationale(s) | Géorgie | Géorgie | Total | Total |
| Saison                | Club                  | Division              | M.          | B.          | M.                    | B.                    | M.      | B.      | M.    | B.    |
| 2010-2011             | Widzew Łódź           | Ekstraklasa           | 14          | 2           | 0                     | 0                     | 0       | 0       | 14    | 2     |
| 2011-2012             | Widzew Łódź           | Ekstraklasa           | 13          | 1           | 2                     | 0                     | 0       | 0       | 15    | 1     |
| 2011-2012             | Jagiellonia Białystok | Ekstraklasa           | 11          | 0           | 0                     | 0                     | 1       | 0       | 12    | 0     |
| 2012-2013             | Jagiellonia Białystok | Ekstraklasa           | 15          | 4           | 2                     | 1                     | 2       | 0       | 19    | 5     |
| Total sur la carrière | Total sur la carrière | Total sur la carrière | 53          | 7           | 4                     | 1                     | 3       | 0       | 60    | 8     |

1. ↑  À partir de février 2011.
2. ↑  À partir de janvier 2012.